# Orhon tartomány
Az Orhon tartomány (mongolul: Орхон аймаг) Mongólia huszonegy tartományának (ajmag) egyike.  Az ország északi részén terül el, székhelye Erdenet. Három oldalról Bulgan tartomány és keletről Szelenga tartomány határolja.

## Ismertetése
Kb. 1200 m tengerszint feletti magasságban fekszik. Az ország legnépesebb és legkisebb tartománya. Területe kisebb, mint a szomszédos Bulgan tartomány bármely járásáé. 
Nevezetessége, létrejöttének és gazdaságának alapja a hatalmas molibdén- és rézérckészleteket tartalmazó hegy, Erdenetijn-ovó (jelentése 'kincses halom'). A külfejtéses érckitermelést szovjet segítséggel, kormányközi szerződés alapján kezdték meg az 1970-es években. A hegyről elnevezett Erdenet települést 1973-ban alapították és kezdték építeni (1976 óta város), párhuzamosan a hatalmas ércdúsítóval, melynek első gyáregységét 1978-ban állították üzembe. Erdenet és környéke akkor még Bulgan tartomány része volt. Abból hasították ki a területet és hozták létre önálló közigazgatási egységként Orhon tartományt 1994-ben. 
A világ egyik legnagyobb külfejtéses molibdén- és rézércbányájának kiaknázását és az ércdúsítást mongol-orosz közös vállalat végzi, a végterméket főként Kínába exportálják. Erdenet tartományi székhely – a főváros után – az ország legnépesebb városa lett.
A gazdasági szempontból különleges jelentőségű tartományba Oroszországból szállítják távvezetéken a villamos energiát és a Szelengából kb. 70 km hosszú csővezetéken a szükséges vízmennyiséget. Erdenetet vasútvonal köti össze a Transzmongol vasútvonal Darhan állomásával.

## Járások
| Járás             | Mongol nyelven |
| ----------------- | -------------- |
| Bajan-Öndör járás | Баян-Өндөр сум |
| Dzsargalant járás | Жаргалант сум  |

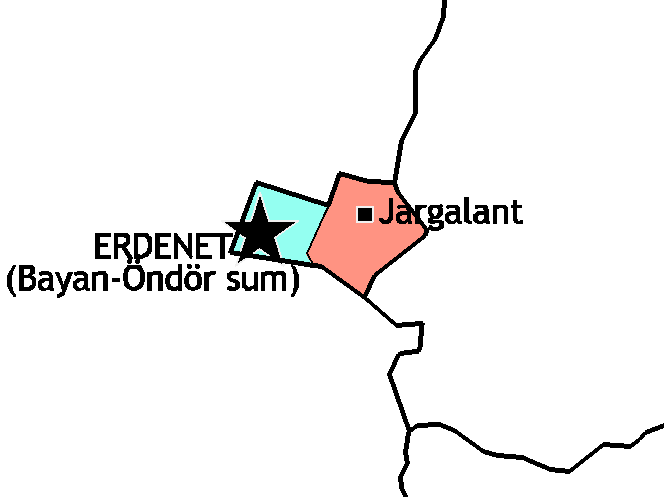
Orhon tartomány járásai

A tartománynak csak ez a két járása van. Bajan-Öndör járáshoz tartozik maga Erdenet város is.

## Népesség
| 2011 | 90 700  |
| 2015 | 100 731 |